# Country School
Die Country School war eine US-amerikanische Country-Sendung, die von KMA aus Shenandoah, Iowa gesendet wurde.

## Geschichte

### Anfänge
1924 und 1925 gingen in Chicago und Nashville der National Barn Dance bzw. die Grand Ole Opry auf Sendung und legten damit dem Grundstein für weitere solcher Barn Dance Shows. Eine der frühesten Country-Shows war die Country School, die 1928 erstmals gesendet wurde. Die Show war eine Idee des ehemaligen Lehrers Earl May und wurde in dem „kleinen roten Schulhaus“ in Council Bluffs oder Shenandoah abgehalten. Die Country School drehte sich um eine fiktive Schule, in der die Musiker auftraten. Zu Beginn jeder Show ertönte eine Klingel. 

### Aufstieg
Die Country School war fast von Anfang an ein Hit. Vor allem im Mittleren Westen erreichte die Show hohe Einschaltquoten und auch eine große Besucheranzahl; über eine Million Zuschauer konnte man registrieren. Frühe Stars waren die Shumates, die Harness Makers, die Dixie Girls, Gretta Bellamy & Cousin Paul Crutchfield. 
1935 wurde die Show im Mayfield Auditorium abgehalten, mit Toby Stewart als Moderator (in der Rolle des „Lehrers“). Im gesamten Sendebereichs war die Show beliebt und erhielt sogar nationale Anerkennung, was für eine Show, die für ländliche Gegenden gemacht war, sehr schwierig erschien. Zu diesem Zeitpunkt waren unter anderem Faylon Geist, Mickey Gibbons, Bill Alexander, Edith Jennings, Frank Jennings, Jerry Smith und weitere Mitglieder.

### Pause, Neuanfang und Ende
1942 wurde die Country School abgesetzt, da Musiker in die Armee eingezogen, Ressourcen benötigt und Transporte eingeschränkt wurden (Eintritt der Vereinigten Staaten in den Zweiten Weltkrieg). Nach dem Krieg versuchte sich KMA an einer neuen Barn Dance Show, hatte mit dem Cornbelt Jamboree aber nur wenig Erfolg.
Am 6. Dezember 1947 kehrte man daher wieder zur altbewährten Country School zurück, die nun nachmittags in Shenandoah abgehalten wurde. Am Abend fuhren die Musiker dann nach Council Bluffs, um ein weiteres Konzert zu geben. Das Ensemble bestand 1947/1948 aus Komiker Elmer Axelbender, Zeke Williams, Jeanie Pearson, Merl Douglas, Ike Everly (dem Vater der Everly Brothers), Harpo Richardson, Wayne Van Horn und weiteren. Moderator war Glenn Harris. 1950 wurde die Country School endgültig abgesetzt.

## Gäste und Mitglieder
| - The Harness Makers - Cousin Paul Crutchfield & Gretta Bellamy - The Shumates - Ike Everly & the Everly Brothers - Jeannie Pearson - Elmer Axelbender - Eddie Comer - Joan Williams - Mack Sanders - Zeke Williams - The Soflin Sisters - The Jig and Reel Orchestra - Wayne Van Horn - Jerry Fronek | - Merl Douglas - Harpo Richardson - Steve Wooden - Dusty Owens - The Dixie Girls - Dee Pierson - Faylon Geist - Mickey Gibbons - Bill Alexander - Edith & Frank Jennings - Twylia Danielson - Kay & Linda Stewart - Paul Greenlee - Jerry Smith |